# 천지개벽 (일본 신화)

천지개벽(일본어: 天地開闢 텐치카이뱌쿠[*])은 천지로 대표되는 세계가 처음 태어났을 때의 것을 나타낸다.

## 같이 보기
- 창조 신화